# فيرانجيز أحمدوفا
فيرانجيز أحمدوفا (10 أغسطس 1928، باكو - 2 أغسطس 2001، باكو) (بالأذرية: Firəngiz Əhmədova) – مغنية الأوبرا الأذربيجانية البارزة، فنانة الشعب ومعلمة موسيقى، ونائب برلماني في جمهورية أذربيجان الاشتراكية السوفيتية في الاتحاد السوفيتي.

## سيرتها الذاتية و مشوارها المهنية
ولدت فيرانجيز أحمدوفا في 23 سبتمبر، عام 1928 في مدينة باكو. بعد المرحلة الثانوية إلتحقت إلى أكاديمية باكو للموسيقى والمسمى عاسف زينلي. تلقت فيرانجيز أحمدوفا دروسها الأولى في نفس المدرسة.
تخرجت من أكاديمية باكو للموسيقى في عام 1955. كانت تعمل عازفا منفردا في مسرح أكاديمية دولة أذربيجان للأوبرا والباليه منذ 1988.
وعملت فيرانجيز أحمدوفا في مسرح أكاديمية دولة أذربيجان للأوبرا والباليه كمدرسة منذ عام 1989.
لعبت فيرانجيز أحمدوفا دورا هاما في تطوير فن الأوبرا في أذربيجان، وقد مثلت ثقافة أذربيجان بتميز مع الفنانين البارزيين كبولبول ومسلم ماقوماييف (مغني) عندما كانت في رحلة العمل في تشيكوسلوفاكيا وبولندا وبلغاريا ورومانيا.
شغلت منصب نائب في مجلس السوفيت الأعلى.

## وفاتها
توفيت فيرانجيز أحمدوفا في 16 ديسمبر عام 2011 في مدينة باكو، ودفنت في ممر الشرف الأول.